# Thomas Puschmann
Thomas Puschmann (* 28. März 1973 in Geldern) ist ein ehemaliger deutscher Fußballspieler.

## Vereinskarriere
Thomas Puschmann spielte zu Beginn seiner Karriere beim damaligen Bundesligisten KFC Uerdingen 05. Der erst 17-jährige Abwehrspieler kam in der Abstiegssaison 1990/91 auf einen Profieinsatz und spielte sonst in der zweiten Mannschaft. In der folgenden Saison schaffte er mit seiner Mannschaft den sofortigen Wiederaufstieg, um ein Jahr später erneut abzusteigen. 1993 wechselte Puschmann zum MSV Duisburg und stieg hier in seiner zweiten Saison mit dem Verein in die zweite Liga ab. Doch auch hier schaffte er unter Trainer Friedhelm Funkel (wie schon in Uerdingen) den sofortigen Wiederaufstieg. In der Aufstiegssaison etablierte sich der Manndecker als Stammspieler und sollte dies fortan im Trikot der Zebras auch bleiben. Trotz der anschließend erfolgreichen Bundesligazeit von Duisburg wechselte Puschmann 1998 zum FC St. Pauli in die zweite Liga. Im Aufstiegsjahr 2001 war er jedoch vom Verletzungspech verfolgt. Zunächst litt er an einem entzündeten Bluterguss im Knöchel und später mussten ihm die Mandeln entfernt werden. Am Ende der Saison verließ er den Klub wieder und kehrte zu seinem ehemaligen Verein KFC Uerdingen zurück, der zwischenzeitlich in die Regionalliga abgestürzt war. Bereits nach einer Saison wechselte er weiter zum Ligakonkurrenten SG Wattenscheid 09, wo er die folgenden beiden Jahre spielte. Von 2004 bis 2008 spielte Puschmann noch für die beiden Oberligisten 1. FC Kleve und Schwarz-Weiß Essen.
Thomas Puschmann kam auf insgesamt 60 Bundesligaeinsätze (4 Tore) sowie 81 Zweitligaspiele (5 Tore).